# 임학규 (1897년)
임학규(林學規, 1897년 6월 23일 ~ 1974년 7월 1일)는 대한민국의 독립운동가 겸 사회운동가이다.
본관은 평택(平澤)이며 호(號)는 창봉(槍棒)·산남(山南)이고 아명(兒名)은 임학준(林學俊)이며 대한민국의 극렬한 반일반공 운동가(反日反共 運動家)이기도 하였던 그는 예비역 대한민국 공군 중장 김신(金信) 前 대한민국 독립기념관 이사장의 빙부(장인)이다.

## 생애

### 독립 운동과 광복 직후
충청남도 서천에서 출생한 그는 1919년 4월 28일 충청남도 서천군 마산면 신장리에서 향리 동료 송기면(宋箕勉)의 지휘 아래 전개된 대규모의 독립만세운동을 궐기하며 송기면·이근호(李根浩)·유성렬(劉性烈) 등의 동료 개신교 신자들을 합세, 충청남도 서천 신장리 장날을 이용하여 이튿날 1919년 4월 29일에 충남 서천 음력 3월 1일 독립만세시위를 거사하여 동지들과 함께 태극기 200여 매를 장터에 속속 모여드는 장꾼들에게 나누어 주며 독립만세운동에 같이 참여하도록 권유 및 독려하여 2천여 군중 앞에서 동지들과 아울러 태극기를 흔들고 대한독립만세를 외치며 장터 행진을 개시하였으나 일본 경찰에 의해 송기면과 유성렬이 강제로 주재소에 끌려가며 그에 뒤이어 이근호와 나상준(羅相俊)까지 붙잡혀 주재소에 구금되자 시위 군중들과 아울러 주재소로 몰려가서는 구금 조치된 서천 주민들의 석방을 극력 촉구하며 독립만세를 연신 고창하다가 체포되었다. 결국 그는 1919년 6월 14일 호서 지방 고등법원에서 징역 1년형을 선고받고 옥고를 치른 후 이듬해 1920년에 만기 출감하였다.
이후 1923년에 부인, 자녀들과 아울러 일족들이 홀홀단신으로 경성부에 상경하여 조선중앙일보 예하 등기물 배달부와 동아일보 예하 보급소 보급원 등을 지내며 일족들과 아울러 근근이 경성부 생활을 지내다가 이후 1945년 8월 15일, 경성에서 조선 광복을 목도하였고 광복이 도래한지 3년이 지난 1948년에는 자신의 슬하 3남 3녀 가운데 3녀이자 다섯째인 임윤연(林胤嬿, 兒名은 林胤燕, 1929년 12월 11일 경성부 출생 ~ 1971년 11월 11일(41세) 서울에서 병사)을 백범 김구 당시 비상국민의회 부의장의 슬하 2남 3녀 가운데 차남이자 막내였던 김신 당시 대한민국 국방경비대 항공사령부 작전장교 및 대한민국 육군 소령과 결혼시켜 김신을 셋째사위로 맞았다. 이후 김신(金信)·임윤연(林胤嬿) 부부는 슬하 4남 1녀를 두었다.

### 현실 정치 참여
1949년 2월 1일을 기하여 한국독립당에 상임고문으로 입당을 한 그는 그 해 1949년 6월 26일, 사돈 김구 前 비상국민회의 부의장의 서거 비보를 접하였고 1957년 한국독립당 상임고문 직위를 사퇴 및 탈당하였으며 이후 삼서(셋째사위) 김신의 대한민국 공군 장교 재편입과 아울러 그 후 1962년 8월 1일을 기하여 김신(金信) 당시 대한민국 공군참모총장이 대한민국 공군 중장으로 예편하는 것을 목도하였고 2년 후 1964년에는 68세 나이로 대한민국 민주공화당 전임고문에 위촉되었으며 이후 1971년 11월 11일에는 위암 투병하던 셋째딸 임윤연(林胤嬿)을 향년 43세로 먼저 여의었고 2년 후 그는 1973년 3월 20일을 기하여 민주공화당 전임고문 직위에서 사퇴와 동시에 민주공화당 탈당을 하였으며 이듬해 1974년 7월 1일, 향년 78세로 별세하였다.

## 사후
사후에 그는 1983년 대한민국 대통령 표창장이 추서되었고, 1990년 대한민국 건국훈장 애족장이 추서되었다.